# International Ocean Shipping Building
International Ocean Shipping Building (en chino, 国际航运金融大厦) es un rascacielos de 50 plantas y 232 metros (762 pies) de altura situado en Shanghái, China. Fue completado en el año 2000.
Parte del edificio está ocupada por el Hotel Novotel Atlantis Pudong Shanghai, con 303 habitaciones. La planta 50 alberga un restaurante giratorio.